# Sistaróc
Sistaróc (románul Șiștarovăț) egy falu Romániában, Arad megyében.

## Fekvése
Lippa délkeleti szomszédjában fekvő település.

## Története
Sistaróc nevét 1440-ben említette először oklevél Alsósestaróc és Felsősestaróc néven (akkori írásmóddal Alsosestarocz és Felsewsestarocz). 1477-ben Sestharowczy, 1723-ban Sisteroz, 1851-ben Sistarovecz alakban írták.
1477-ben Sistaróc Solymos vár tartozékai közé számított.
Fényes Elek 1851-ben írta a településről: „Sistarovecz, Temes vármegyei település, 1332 óhitű lakossal, s anyatemplommal. Van itt 8 egész, 74 fél, 59 negyed, 13 nyolczad telkes, 59 urbéri, 11 szerződési zsellér, 40 lakó. Hegyes-völgyes határa kiterjed 7616 holdra,...Birja a királyi kincstár.”
A 20. század elején Temes vármegye Lippai járásához tartozott.
1910-ben 1232 lakosából 1167 román, 40 magyar, 25 német volt. Ebből 1156 görögkeleti ortodox, 58 római katolikus volt.